# Pontinus accraensis
Pontinus accraensis és una espècie de peix pertanyent a la família dels escorpènids.

## Descripció
- Fa 40 cm de llargària màxima.[5][6]

## Hàbitat
És un peix marí, demersal i de clima tropical que viu entre 54-450 m de fondària.

## Distribució geogràfica
Es troba a l'Atlàntic oriental: des de Mauritània fins a Cabinda (Angola).

## Observacions
És inofensiu per als humans.